# Subconsciente
Subconsciente alude a un antiguo término utilizado en psicología y en psicoanálisis para referirse a lo inconsciente, a lo débilmente consciente o a lo que, por encontrarse «por debajo del umbral de la conciencia», resulta difícilmente alcanzable por esta o definitivamente inaccesible. Actualmente su uso está más difundido en el lenguaje lego que como parte del vocabulario psicoanalítico o psicológico. 
En los primeros escritos de Sigmund Freud, en particular en algunos de sus trabajos prepsicoanalíticos tempranos en idioma francés, el término fue utilizado como sinónimo de inconsciente. Freud abandonó luego esta denominación porque se prestaba para equívocos.
La palabra «subconsciencia» deja de aparecer en la literatura psicoanalítica a partir de 1900, con la publicación de la crítica explícita de Freud a la utilización del término:

También de la distinción entre supraconsciencia y subconsciencia, predilecta de la bibliografía más reciente sobre las psiconeurosis, tenemos nosotros que mantenernos alejados, pues precisamente parece destacar la equiparación entre lo psíquico y lo consciente.

Sin embargo, si se compara el significado en el uso coloquial del término, que actualmente subsiste, con las categorías psicoanalíticas de Sigmund Freud, se podría postular una cierta equivalencia con el preconsciente, que fue uno de los elementos fundamentales de la primera tópica del aparato psíquico. 
La psicología actual descarta el término, centrándose solo en la existencia de la conciencia y el inconsciente.